# Tectaria melanorachis
Tectaria melanorachis är en ormbunkeart som först beskrevs av Bak., och fick sitt nu gällande namn av Edwin Bingham Copeland. Tectaria melanorachis ingår i släktet Tectaria och familjen Tectariaceae. Inga underarter finns listade.